# Lillasjön (Södra Hestra socken, Småland)
Lillasjön är en sjö i Gislaveds kommun i Småland och ingår i Nissans huvudavrinningsområde.